# Властимир Јовановић
Властимир Јовановић (Добој, 3. април 1985) српски и босанскохерцеговачки је фудбалер. Игра на позицији дефанзивног везног играча, а тренутно наступа за пољску екипу Брук-Бет Термалика.

## Клупска каријера
Фудбалску каријеру је започео у фудбалском клубу Слога Добој, у којем је наступао у сезони 2005/2006. Од 2006. године постао је фудбалер Славије из Источног Сарајева. Следеће четири године бранио је боје клуба и био један од главних играча; такође је постигао шест голова у Премијер лиги БиХ. Заједно са тимом, играо је и у Интертото купу (четири утакмице и један гол). У јулу 2009. године потписао је уговор са турским клубом Вестел Манисаспор, али није одиграо ниједну утакмицу и брзо се вратио у Славију. Дана 22. јула 2010. године потписао је трогодишњи уговор са Короном Кјелце. Дебитовао је за клуб 7. августа 2010. године против Заглебја из Лубина (резултат 1:1). У сезони 2010/11. био је важан играч клуба из Кјелцеа, постигао је и један гол, у дуелу када су поражени од Лехије из Гдањска.
Од 2016. године наступа за још један клуб из Пољске, Брук-Бет Термалика, који игра у граду по имену Жабно.

## Репрезентација
За репрезентацију Босне и Херцеговине, Јовановић је дебитовао 30. јануара 2008. године у поразу од Јапана резултатом 0:3, а меч се одиграо у Токију. Играо је од првог минута, а после првог полувремена је замењен. У јуну 2008. године играо је дуелу са Азербејџаном, а годину дана касније у пријатељском мечу са Узбекистаном. Укупно је три пута наступао за репрезентацију.